# Platysmacheilus
Platysmacheilus és un gènere de peixos de la família dels ciprínids i de l'ordre dels cipriniformes.

## Taxonomia
- Platysmacheilus exiguus (Lin, 1932)
- Platysmacheilus longibarbatus (Luo, Le & Chen, 1977)
- Platysmacheilus nudiventris (Luo, Le & Chen, 1977)
- Platysmacheilus zhenjiangensis (Ni, Chen & Zhou, 2005)[2][3]